# دزدان مقبره
دزدان مقبره (کره‌ای: 도굴; هانجا: 盜掘; لاتین‌نویسی اصلاح‌شده: Do-gul)  یک فیلم کمدی جنایی محصول سال ۲۰۲۰ کره جنوبی به کارگردانی پارک جونگ به است که لی جه هون، جو وو-جین، شین هه سون و ایم وون هی در آن به ایفای نقش می‌پردازند. این فیلم داستان دزدی از قبری در مرکز سئول را روایت می‌کند.
این فیلم که در ۴ نوامبر ۲۰۲۰ منتشر شد، در ابتدای باکس آفیس محلی اکران شد، زیرا حدود ۸۰ هزار بلیت فروخت و ۷۰۱٫۶ میلیون وون در روز افتتاحیه به دست آورد.
از ۲ ژانویه ۲۰۲۱، دزدان مقبره با فروش ۱۲٫۴۳ میلیون دلار آمریکا و ۱٫۵۲ میلیون پذیرش، در میان تمام فیلم‌های اکران شده در کره جنوبی در سال ۲۰۲۰، در جایگاه سیزدهم قرار گرفت.

## خلاصه داستان
کانگ دونگ گو (لی جه هون) یک دزد نابغه با توانایی‌های منحصر به فرد است. او با متخصص سرقت نقاشی دیواری، دکتر جونز (جو وو-جین) و استاد بیل‌زنی افسانه‌ای، ساپداری (ایم وون هی) کار می‌کند. منشی یون سه-هی (شین هه سون)، یک متخصص عتیقه شناس است که ایده دزدی جذاب اما جسورانه‌ای را به کانگ دونگ-گو ارائه می‌دهد.

## بازیگران
- لی جه هون در نقش کانگ دونگ-گو[۸]
- جو وو-جین در نقش دکتر جونز
- شین هه سون در نقش یون سه-هی
- ایم وون هی در نقش ساپداری
- سونگ یونگ-چانگ در نقش سانگ-گیل
- جو جین مو در نقش مان-گی
- لی سونگ ووک در نقش گوانگ-چول
- پارک سه-وان در نقش سه-ری
- پارک جین-وو در نقش رئیس اوه

## تولید
در مارس ۲۰۱۹، لی جه هون برای بازی در نقش شخصیت اصلی فیلم تأیید شد. در مه ۲۰۱۹، نقش شین هی سون در فیلم تأیید شد.

## اکران
دزدان مقبره در جشنواره بین‌المللی فیلم فنتیژا برای نمایش فیلم دعوت شد. جشنواره‌ای سه هفته‌ای از ۵ تا ۲۵ اوت ۲۰۲۱ در مونترال برگزار شد. این فیلم در ۱۷ اوت ۲۰۲۱ نمایش داده شد.